# Ali al-Sistani
Ali Husseini al-Sistani (en arabe : علي الحسيني السيستاني, et en persan : سید علی حسینی سیستانی) est un ayatollah irako-iranien né le 4 août 1930 à Mashhad, en Iran, et une personnalité politique influente en Irak depuis le renversement du gouvernement de Saddam Hussein.

## Biographie
En 1951, il s'installe en Irak dans la ville de Nadjaf pour faire des études en théologie.

### Rôle dans l'Irak d'après-guerre (2003)
Depuis l'invasion de l'Irak par la coalition en 2003, Ali al-Sistani, personnalité influente de la communauté chiite du pays, a joué un rôle politique croissant. Peu de temps après l'occupation, il rédigea des fatwas appelant le clergé chiite à s'impliquer en politique. Il s'impliqua lui-même et appela à former une convention constitutionnelle, et exigea plus tard un vote populaire avec dessein de former un gouvernement de transition. Il a critiqué les projets américains de gouvernement irakien qu'il ne considérait pas assez démocratiques. Ainsi, il refusa de s'adresser directement aux autorités américaines, et utilisa de nombreux représentants dispersés en Irak et au Moyen-Orient pour diffuser ses édits et règles. L’ONU sollicite aussi régulièrement Sistani, dans son rôle de stabilisateur et de médiateur des conflits interconfessionnels.
En mars 2006, il explique que les homosexuels, hommes et femmes, doivent être tués « de la pire manière qu'il soit ». À la suite des protestations, il a retiré cette fatwa de son site internet en ce qui concerne les hommes, mais ne l'a pas révoquée. En outre, il continue de demander le meurtre des lesbiennes. Cette injonction légitime la vague d'assassinats d'homosexuels en Irak.

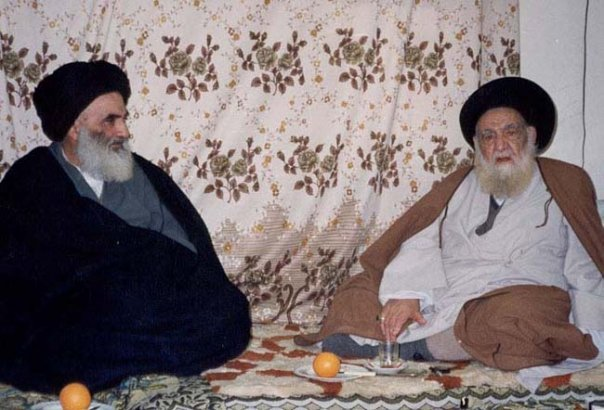
Ali al-Sistani avec Abu al-Qasim al-Khoei (début des années 1980).

En septembre 2006, il dit s’avouer impuissant à enrayer la guerre civile qui ravage le pays. Il déclare : « je n’ai plus le pouvoir d’éviter la guerre civile »
Le 25 septembre 2007, à Nadjaf, il appelle tous les Irakiens à l'unité. Devant des chefs tribaux il déclare : « Votre pays est riche et plein de ressources, je vous appelle à oublier vos divisions entre vous et avec vos frères sunnites ».
Le 27 septembre 2007, lors d'un entretien avec le vice-président sunnite Tarek al-Hachémi, Sistani se dit fortement « éprouvé » par les violences confessionnelles en Irak.
Le 12 octobre 2007, lors d'un prêche à Kerbala, Abdoul Mahdi al-Kerbalai le représentant de l'ayatollah Sistani dénonce les compagnies privées de sécurité étrangères qui opèrent en Irak. Il déclare : « Ces compagnies étrangères qui travaillent en Irak méprisent les citoyens irakiens innocents. [...] En quelques jours, ces compagnies ont tué sans raison de nombreux citoyens alors que les forces d'occupation ont attaqué des villages comme Al Jayzani, près de Khalis ». Sistani réclame par la voie de son porte-parole que des lois soient édictées pour protéger les Irakiens.
Lors des élections législatives irakiennes de 2010, l'ayatollah Sistani est resté neutre, refusant de soutenir quelque liste que ce soit. Il a ensuite fait dire par des proches qu'il était « extrêmement déçu » du résultat du Premier ministre sortant, Nouri al-Maliki, qui faisait partie de la coalition de partis chiites soutenus par Sistani lors des élections législatives de 2005. Globalement, Sistani se tient désormais à l'écart des débats politiques.
Le 13 juin 2014, trois jours après la chute de Mossoul, il appelle au djihad contre l'État islamique, provoquant la mobilisation de plusieurs milliers de volontaires qui rejoignent des milices chiites comme la Brigade Badr, les Kataeb Hezbollah, Asaïb Ahl al-Haq, la Brigade du jour promis et d'autres encore.
Le 15 décembre 2017, dans un sermon lu en son nom à la mosquée de Kerbala, l'ayatollah Sistani appelle à la dissolution des Hachd al-Chaabi et à l'intégration de leurs combattants au sein des services de sécurité de l'État irakien.

## Vision politique

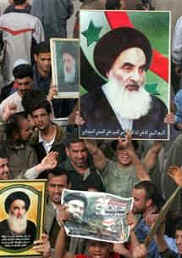
Manifestations de soutien à Sistani (Bagdad, 5 mai 2007).

Conformément à la tradition quiétiste du chiisme à laquelle il appartient, Sistani refuse notamment le gouvernement des clercs au contraire de ce qui se passe en Iran depuis 1979,.
L'ayatollah Sistani semble favorable à la confirmation d'un État laïc en Irak : il est conscient qu'après la victoire contre l'État islamique, les chiites devront travailler avec les sunnites et les Kurdes pour construire le nouvel Irak, sorti de nombreux conflits depuis 1981. Il est favorable à un État où la religion ne joue plus de pouvoir politique, et où les croyances de chacun sont respectées. Âgé et fatigué des violences, il est vu comme un sage par de nombreux chiites irakiens, et aussi par des sunnites, car il est aussi en dialogue avec des religieux de toutes obédiences, ainsi qu'avec des politiques de tous les bords[réf. nécessaire]. Aussi, il est favorable à un État laïc, car de ce fait, il n'y aurait plus de compétitions, ou divisions, entre les communautés en Irak.

## Relation avec les chrétiens
En 2014, dans un entretien avec l'écrivain allemand Navid Kermani, il dit considérer que l'expulsion des chrétiens dans l'est du pays, contrôlé par l'État islamique est catastrophique. Il dit être en contact avec les différentes Églises d'Irak.
Il accueille le pape François chez lui, dans la ville sainte chiite de Nadjaf, lors du voyage du pontife chrétien en Irak, le 6 mars 2021.

## Principales publications
Il est l'auteur d'une trentaine d'ouvrages en langue arabe dont :
- Sur la voie de la sainteté (منهاج الصالحين) ;
- Les piliers de Hajj (مناسك الحج و ملحقاتها) ;
- Livre de la magistrature (كتاب القضاء);
- Fatawa (الفتاوى الميسـرة) ;
- Histoire de la codification du Hadîth en islam (رسالة في تاريخ تدوين الحديث في الإسلام).

## Décorations
- Grand cordon de l'ordre libanais du Mérite (Liban)
- Grand cordon de l'ordre des Deux Rivières (Irak)
- Première classe de l'ordre de Zulfikar (Iran)